# Tadokoro Ryo
Ryo Tadokoro (田所 諒, sinh ngày 8 tháng 4 năm 1986) là một cầu thủ bóng đá người Nhật Bản.

## Thống kê câu lạc bộ
Cập nhật đến ngày 23 tháng 2 năm 2018.
| Thành tích câu lạc bộ | Thành tích câu lạc bộ | Thành tích câu lạc bộ | Giải vô địch | Giải vô địch | Cúp                   | Cúp                   | Tổng cộng | Tổng cộng |
| Mùa giải              | Câu lạc bộ            | Giải vô địch          | Số trận      | Bàn thắng    | Số trận               | Bàn thắng             | Số trận   | Bàn thắng |
| Nhật Bản              | Nhật Bản              | Nhật Bản              | Giải vô địch | Giải vô địch | Cúp Hoàng đế Nhật Bản | Cúp Hoàng đế Nhật Bản | Tổng cộng | Tổng cộng |
| --------------------- | --------------------- | --------------------- | ------------ | ------------ | --------------------- | --------------------- | --------- | --------- |
| 2009                  | Fagiano Okayama       | J2 League             | 16           | 0            | 0                     | 0                     | 16        | 0         |
| 2010                  | Fagiano Okayama       | J2 League             | 30           | 1            | 1                     | 1                     | 31        | 2         |
| 2011                  | Fagiano Okayama       | J2 League             | 14           | 0            | 1                     | 0                     | 15        | 0         |
| 2012                  | Fagiano Okayama       | J2 League             | 34           | 4            | 0                     | 0                     | 34        | 4         |
| 2013                  | Fagiano Okayama       | J2 League             | 40           | 3            | 1                     | 0                     | 41        | 3         |
| 2014                  | Fagiano Okayama       | J2 League             | 40           | 2            | 0                     | 0                     | 40        | 2         |
| 2015                  | Fagiano Okayama       | J2 League             | 34           | 1            | 1                     | 0                     | 35        | 1         |
| 2016                  | Yokohama FC           | J2 League             | 31           | 0            | 3                     | 0                     | 34        | 0         |
| 2017                  | Yokohama FC           | J2 League             | 39           | 0            | 0                     | 0                     | 39        | 0         |
| Tổng                  | Tổng                  | Tổng                  | 278          | 11           | 7                     | 1                     | 285       | 12        |